# Eucosmophora ingae
Eucosmophora ingae là một loài bướm đêm thuộc họ Gracillariidae. Nó được tìm thấy ở Costa Rica.
Chiều dài cánh trước là 3.1-3.6 mm đối với con đựcs và 3.1-3.4 mm đối với con cáis.
Ấu trùng ăn Inga oerstediana và Pithecollobium catenatum. Chúng ăn lá nơi chúng làm tổ. 